# Coryphantha echinoidea
Coryphantha echinoidea (укр. Коріфанта їжаковидна, Коріфанта ехіноідея) — сукулентна рослина з роду коріфанта (Coryphantha) родини кактусових (Cactaceae).

## Історія

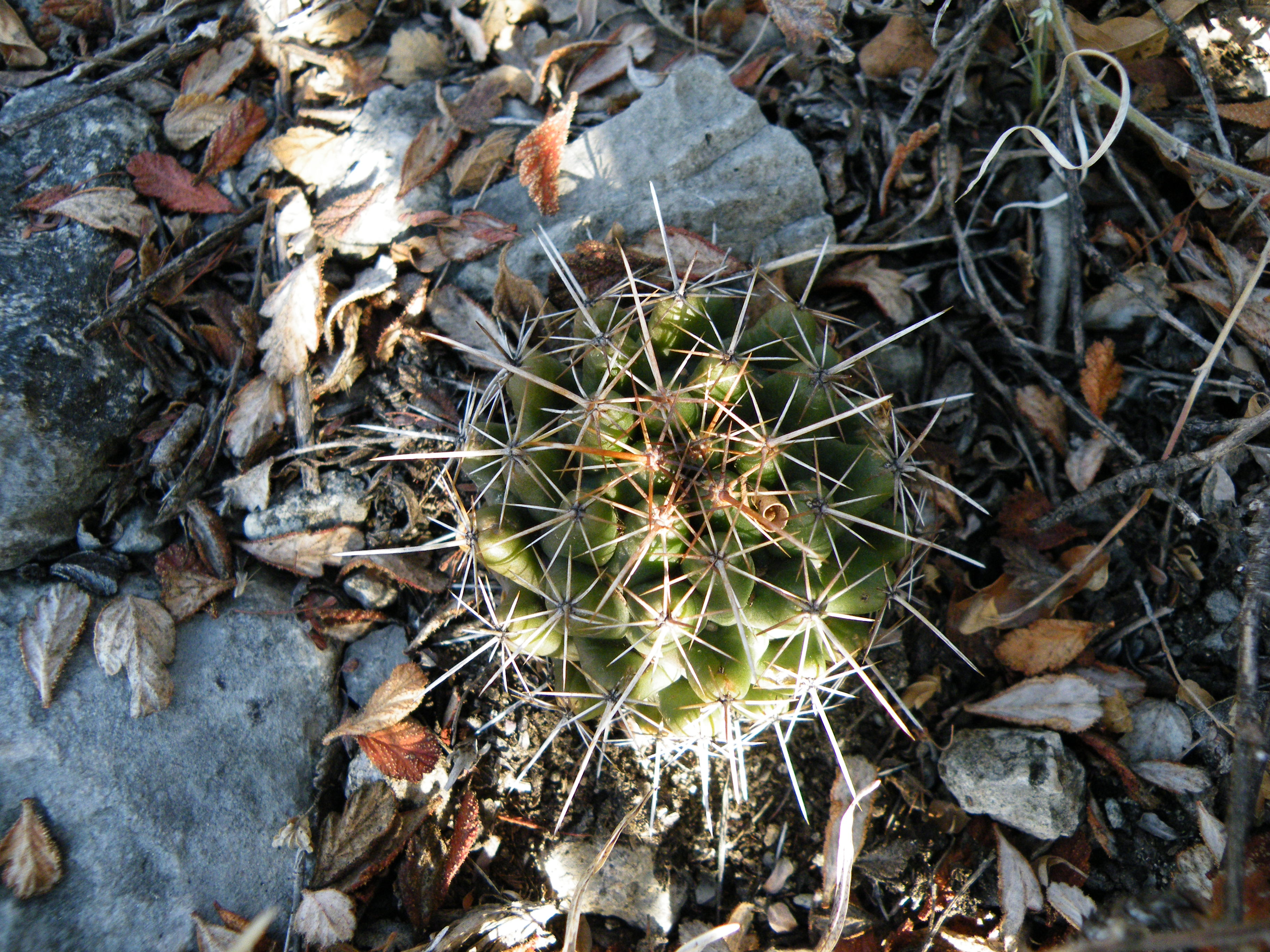
Coryphantha echinoidea у природному середовищі у штаті Сан-Луїс-Потосі

Вид вперше описаний німецьким ботаніком Леопольдом Квелєм (нім. Leopold Quehl, 1849—1922) як Mammillaria echinoidea у 1912 році у виданні нім. «Monatsschrift für Kakteenkunde». У 1923 році англійський ботанік Натаніель Лорд Бріттон (англ. Nathaniel Lord Britton; 1859—1934) і американський ботанік Джозеф Нельсон Роуз (англ. Joseph Nelson Rose; 1862—1928) віднесли цей вид до роду Coryphantha.

## Етимологія
Видова назва походить від грец. echinos — «їжак» та грец. oides — «подібний».

## Ареал і екологія
Coryphantha echinoidea є ендемічною рослиною Мексики. Цей вид легко сплутати з іншими подібними видами, і тому його реальний ареал важко
визначити. Вважається, що він зростає лише в штаті Сан-Луїс-Потосі, проте також повідомляється про його зростання у штаті Тамауліпас. Вид вперше був описаний зі збору, який нібито був зроблений в штаті Дуранго, але його зростання в цьому штаті в подальшому не підтверджене. Одиночні рослини ростуть у сухих пасовищних угіддях і маторалах, як правило, на нижніх схилах пагорбів у вапняковому гравії.

## Морфологічний опис
| Орган              | Опис |
| ------------------ | --- |
| Тіло               | одиночне, кулясте або злегка ширококулясте, до 6 см в діаметрі, темно-сіро-зелене, все укутане колючками. |
| Коріння            | |
| Стебло             | |
| Епідерміс          | |
| Верхівка           | |
| Ареоли             | спочатку опушені.                                                                                         |
| Аксили             | |
| Соски              | 1,5 см заввишки.                                                                                          |
| Залози             | 1-3, сірі (або червоні).                                                                                  |
| Центральні колючки | (1 -) 2 (- 3), міцні, до 1,5 см завдовжки, одна направлена вперед, рогового кольору.                      |
| Радіальні колючки  | 20-25, розташовані у два ряди, один ряд під іншим, до 1,5 см завдовжки, білі, темні на кінці.             |
| Квіти              | 6-8 см в діаметрі, жовті (коли відцвітають — жовто-рожеві), мають приємний аромат.                        |
| Бутони             | |
| Зовнішні пелюстки  | |
| Внутрішні пелюстки | |
| Тичинки            | жовті, а також червоні.                                                                                   |
| Рильця             | |
| Маточка            | |
| Плоди              | зелені, у формі клубочка.                                                                                 |
| Насіння            | |

## Споріднені види
Coryphantha vaupeliana та Coryphantha glanduligera.

## Чисельність, охоронний статус та заходи по збереженню
Coryphantha echinoidea входить до Червоного списку Міжнародного союзу охорони природи видів, з найменшим ризиком (LC). Поточна тенденція чисельності популяції стабільна.
Потрібні подальші дослідження, щоб визначити фактичні межі та чисельність популяції цього виду. В даний час, визначені межі ареалу, швидше за все, завищені через те, що часто рослини цього виду неправильно ідентифіковані та плутають з іншими видами (C. delicata та C. glanduligera), тому багато повідомлень про знахідки Coryphantha echinoidea в різних місцях сумнівні та потребують підтвердження.
У Мексиці ця рослина занесена до Національного переліку видів, що перебувають під загрозою зникнення, де вона включена до категорії «підлягає спеціальному захисту».
Охороняється Конвенцією про міжнародну торгівлю видами дикої фауни і флори, що перебувають під загрозою зникнення (CITES).

## Використання та торгівля
Хоча цей вид можна вирощувати у спеціалізованих колекціях, він не є широко популярним як декоративний.